# Heriberto Schonwies
Heriberto Schonwies (23 maggio 1936 – Buenos Aires, 23 novembre 2010) è stato un allenatore di pallacanestro argentino.

## Carriera
Ha guidato l'Argentina ai Campionati americani del 1984 e a due edizioni dei Campionati sudamericani (1976, 1977), dove vinse una medaglia d'oro e una di bronzo.